# Cesarskie Obserwatorium Astronomiczne w Pekinie

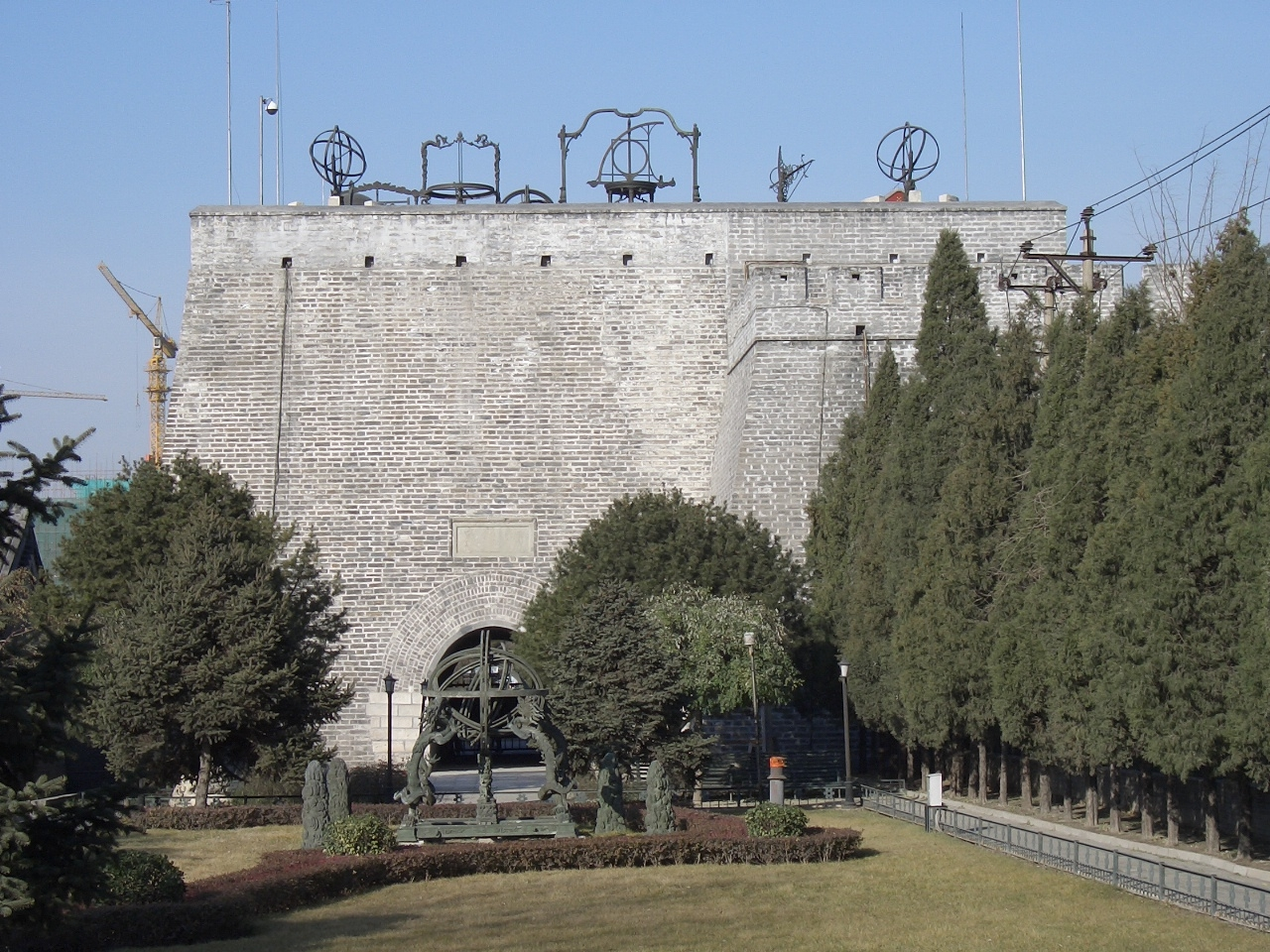
Platforma z instrumentami astronomicznymi na szczycie

Cesarskie Obserwatorium Astronomiczne w Pekinie (chin. upr. 北京古观象台, chin. trad. 北京古觀象台, pinyin: Běijīng Gǔguānxiàngtái) – dawne obserwatorium astronomiczne w Pekinie, położone w dzielnicy Dongcheng, przy południowo-zachodnim krańcu ulicy Jianguomen.

## Historia
Jego początki sięgają czasów dynastii Yuan. W 1279 astronomowie Wang Xun i Guo Shoujing z rozkazu Kubilaj-chana zbudowali przy Jianguomen pierwsze, niewielkie obserwatorium, w celu opracowania dokładnego kalendarza. Obecne zabudowania zostały wzniesione w latach 1439–1442.
W obserwatorium prowadzono obserwacje nieba do celów naukowych, jak również wyznaczano dokładne terminy świąt i uroczystości państwowych. Korzystali z niego także przebywający w Chinach cudzoziemcy, m.in. Johann Adam Schall von Bell i Ferdinand Verbiest.
Instrumenty astronomiczne zostały skradzione przez żołnierzy francuskich i niemieckich podczas powstania bokserów i wywiezione do Europy. Do Chin wróciły po I wojnie światowej.
Obserwatorium zamknięto w 1929, a jego funkcje przejęło Obserwatorium Astronomiczne Zijinshan w Nankinie. Od tego czasu aż do 1956 pełniło funkcję obserwatorium meteorologicznego, następnie zostało przekształcone w muzeum astronomii. W 1959 zostało zamknięte i ulokowano w nim biura.
W 1982 zostało uznane za prawnie chroniony zabytek i rok później ponownie otwarte dla publiczności jako muzeum astronomii.

## Opis

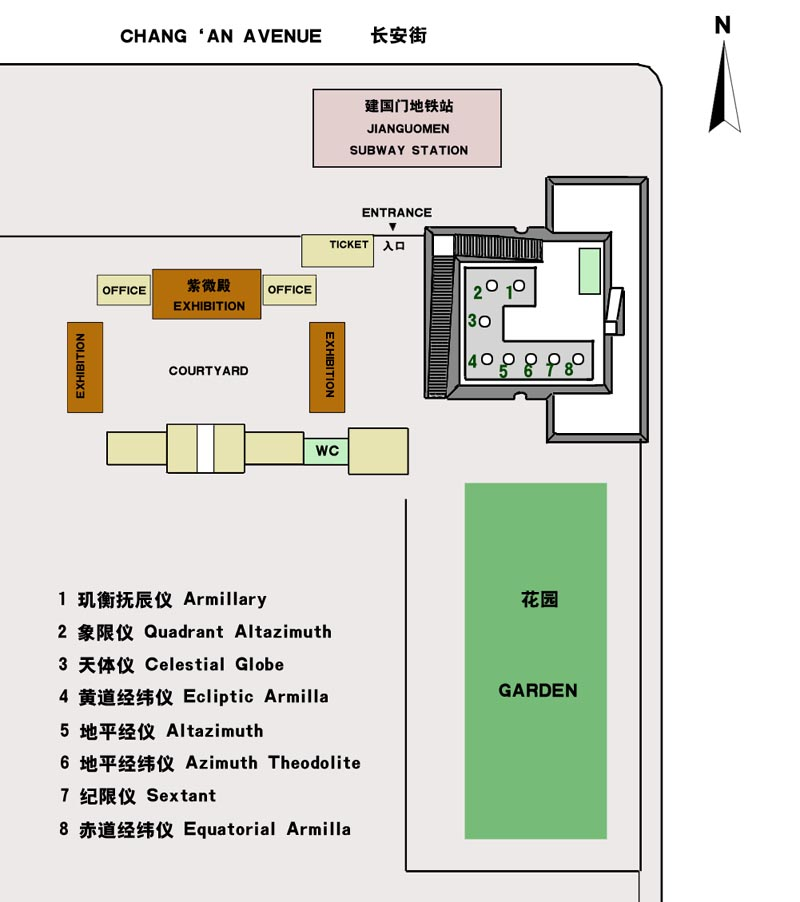
Plan obserwatorium

Obserwatorium zajmuje powierzchnię 10 000 m². Jego głównym elementem jest platforma obserwacyjna o wysokości 17,79 metrów i wymiarach podstawy 24×20 m, której towarzyszy kilka mniejszych budynków oraz porośnięty zabytkowymi drzewami dziedziniec. Na platformie znajduje się osiem wykonanych z brązów przyrządów astronomicznych. Są to m.in. sfera armilarna, kwadrant i teodolit.
Wewnątrz platformy znajdują się pomieszczenia wystawowe, w których prezentowana jest m.in. kamienna mapa nieba z 1247. Zawierająca 1434 gwiazd jest uważana za jedną z najdokładniejszych wczesnych map nieba.